# Armazi (Ajalgori)
Armazi (en georgiano: არმაზი; en ruso: Армази) o Armaz (en osetio: Армаз) es un pueblo que pertenece a la parcialmente reconocida República de Osetia del Sur, parte del distrito de Leningor, aunque de iure pertenece al municipio de Ajalgori de la región de Mtsjeta-Mtianeti de Georgia.

## Geografía
Armazi se encuentra en el margen derecho del río Lejuri, a 14 km de Ajalgori. La aldea se administra desde el pueblo de Zajori.   

## Historia
En la Edad Media, Armazi formó parte de Ksnisjevia y en el período feudal posterior, de Saamilajoro. En 1459, se menciona como aldea dentro de la diócesis de Samtavneli. 
Después de la guerra ruso-georgiana de 2008, la aldea quedó bajo el control de las autoridades de la República de Osetia del Sur. 

## Demografía
La evolución demográfica de Armazi entre 1916 y 2015 fue la siguiente:
| 348                                                      | 111 | 61 | 39 | 36 | 30 | 0 |
| (Fuente: Population of South Ossetia since Soviet times) |     |    |    |    |    |   |

Según el censo soviético de 1959, la mayoría de la población local eran osetios.  En los distintos censos, la composición étnica del pueblo es la siguiente:
|              | 1916      | 1916       | 2002      | 2002       |
| Grupo étnico | Población | Porcentaje | Población | Porcentaje |
| ------------ | --------- | ---------- | --------- | ---------- |
| Georgianos   | 0         | 0%         | 4         | 15%        |
| Osetios      | 348       | 100%       | 23        | 85%        |
| Total        | 348       | 100%       | 27        | 100%       |